# Omphalodipara
Omphalodipara is een geslacht van vliesvleugeligen uit de familie Pteromalidae. De wetenschappelijke naam van dit geslacht is voor het eerst geldig gepubliceerd in 1923 door Girault.

## Soorten
Het geslacht Omphalodipara omvat de volgende soorten:
- Omphalodipara clavicornis (Dodd, 1924)
- Omphalodipara splendida Girault, 1923